# Tlalixtlahuac
Tlalixtlahuac är en ort i Mexiko.   Den ligger i kommunen Tehuipango och delstaten Veracruz, i den sydöstra delen av landet, 240 km öster om huvudstaden Mexico City. Tlalixtlahuac ligger 1 954 meter över havet och antalet invånare är 503.
Terrängen runt Tlalixtlahuac är huvudsakligen lite bergig. Tlalixtlahuac ligger nere i en dal. Runt Tlalixtlahuac är det ganska tätbefolkat, med 134 invånare per kvadratkilometer. Närmaste större samhälle är Zongolica, 16,6 km nordost om Tlalixtlahuac. Omgivningarna runt Tlalixtlahuac är en mosaik av jordbruksmark och naturlig växtlighet.